# Trenchtown Rock
Trenchtown Rock är en reggaesång skriven av Bob Marley och utgiven på singel 1971. Låten finns även med på albumen African Herbsman och Live!. Trenchtown, som nämns flera gånger i sången, är en stadsdel i Jamaicas huvudstad Kingston.